# Mikołaj Lenczewski

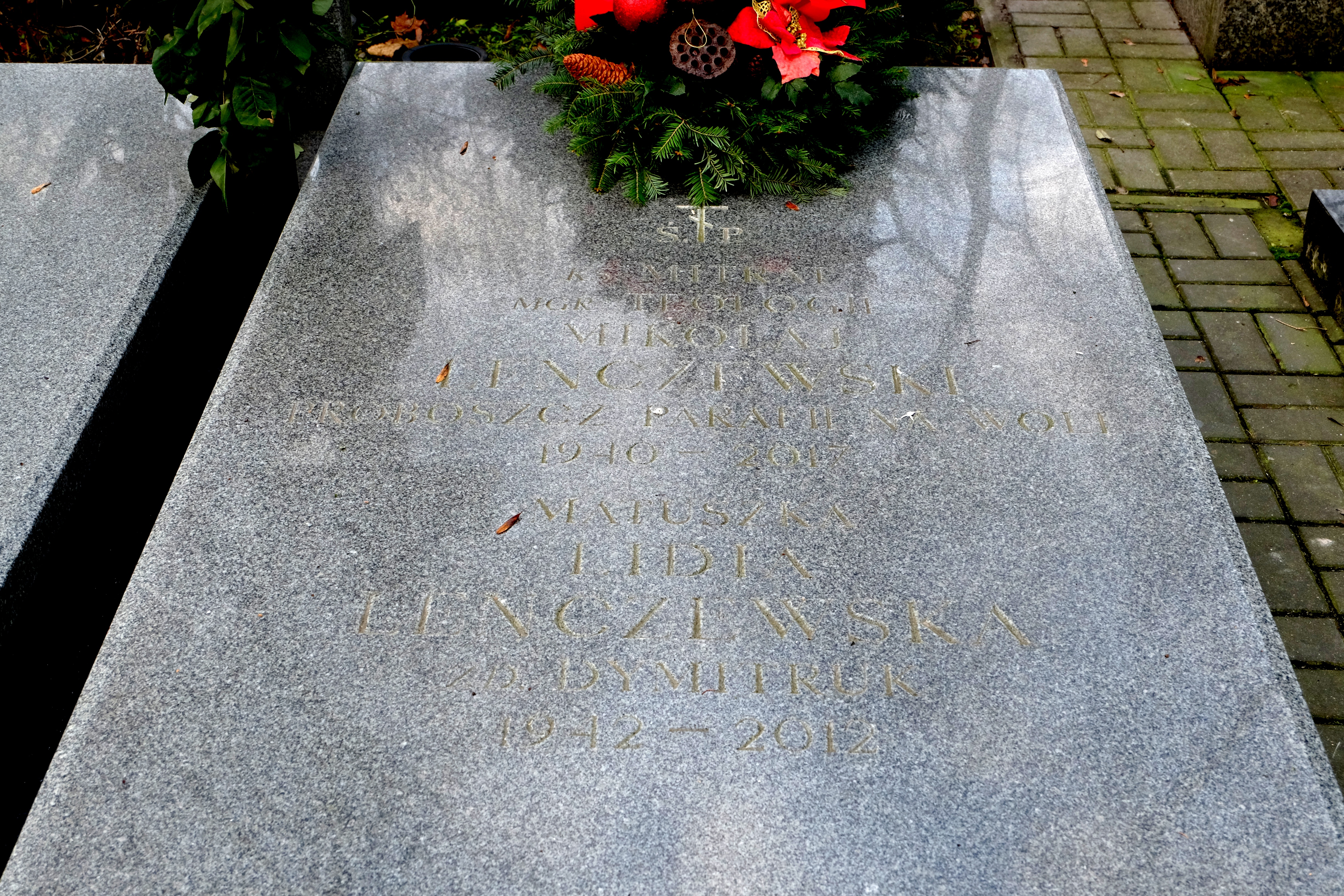
Grób ks. Mikołaja Lenczewskiego na Cmentarzu prawosławnym na Woli w Warszawie

Mikołaj Lenczewski (ur. 15 października 1940, zm. 6 stycznia 2017) – polski duchowny prawosławny, ksiądz mitrat Polskiego Autokefalicznego Kościoła Prawosławnego.

## Życiorys
Był synem ks. dr mitrata Mikołaja Lenczewskiego Seniora i Tatiany z domu Szwarckop. W 1960 rozpoczął studia w Chrześcijańskiej Akademii Teologicznej w Warszawie, które ukończył uzyskując tytuł magistra teologii prawosławnej. W 1963 ożenił się z Lidią z domu Dymitruk (zm. 2012). 6 września 1964 otrzymał święcenia diakońskie z rąk ks. arcybiskupa Jerzego (Korenistowa), a 7 września tego samego roku przyszedł na świat jego syn Piotr, późniejszy kapelan prawosławny Wojska Polskiego (zm. 2011). Po święceniach diakońskich podjął pracę w parafii św. Jana Klimaka w Warszawie, zaś w 1975 po przyjęciu z rąk metropolity Bazylego (Doroszkiewicza) święceń kapłańskich został wikariuszem w tejże parafii. Był również nauczycielem w Wyższym Seminarium Duchownym w Warszawie, a także z ramienia Kościoła – współzałożycielem Towarzystwa Biblijnego w Polsce i wieloletnim członkiem jego Prezydium. Od 1991 był kapelanem więziennym dla Zakładów Karnych i Aresztów Śledczych na terenie miasta stołecznego Warszawy, zaś w 1996 został Prawosławnym Kapelanem Naczelnym Więziennictwa w Rzeczypospolitej Polskiej. W 2004 otrzymał prawo do noszenia mitry. W 2007 został proboszczem parafii św. Jana Klimaka w Warszawie i funkcję tę sprawował aż do śmierci.
Ks. Lenczewski był również autorem artykułów dotyczących między innymi świątyń prawosławnych w Warszawie, a także brał udział w wydawaniu innych wydawnictw cerkiewnych. Zmarł 6 stycznia 2017 i został pochowany na Cmentarzu Prawosławnym w Warszawie.

## Wybrane odznaczenia
- Srebrny Krzyż Zasługi[1],
- Brązowy Krzyż Zasługi[1],
- Medal św. Marii Magdaleny II stopnia[1],
- Medal św. Marii Magdaleny III stopnia[1]